# Российско-индийские отношения

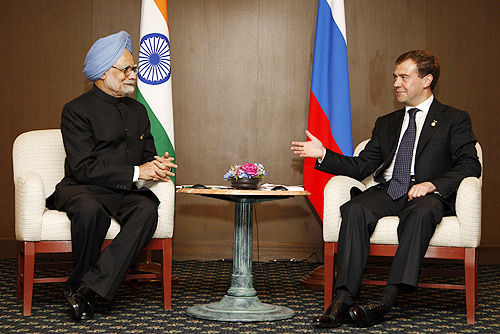
Премьер-министр Республики Индия Манмохан Сингх и Президент России Дмитрий Медведев на саммите G8 в Хоккайдо, 2008 год

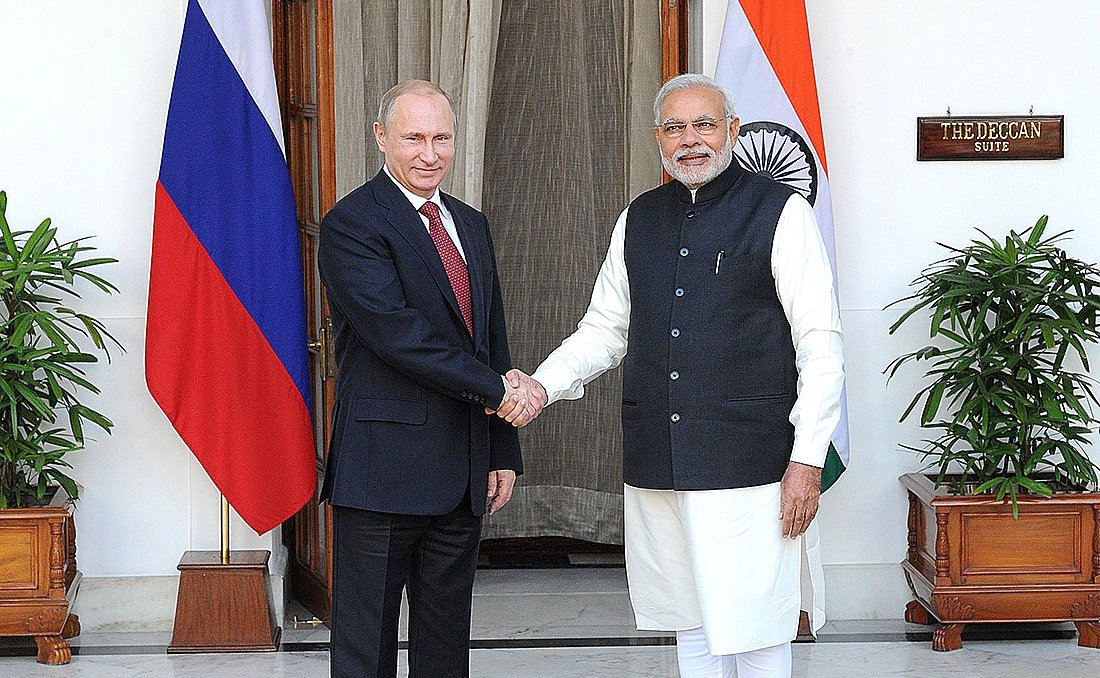
Нарендра Моди и Владимир Путин,
11 декабря 2014 года

Индийско-российские отношения — двусторонние отношения между Республикой Индия и Российской Федерацией. Дипломатические отношения были установлены 13 апреля 1947 года, между СССР и Республикой Индия. Во время Холодной войны Индия и Советский Союз (СССР) обладали крепкими военными, экономическими и дипломатическими отношениями. После распада СССР Россия унаследовала близкие отношения с Индией, а Индия улучшила свои отношения и с Западом.
Индия имеет посольство в Москве и 2 генеральных консульства (в Санкт-Петербурге и Владивостоке). Россия имеет посольство в Нью-Дели и 4 генеральных консульства (в городах Ченнаи, Калькутта, Мумбаи,Тривандрам).

## История

### Русское Царство и Империя Великих Моголов
Развитие торговли между Индией и Русским царством подготовило почву для установления дипломатических отношений между Русским царством и империей Великих Моголов. Однако два русских посольства ко двору императора Великих Моголов Шах-Джахана (в 1646 и 1651 годах) были задержаны в пути персидскими властями и не смогли добраться до Индии.
В 1675 году из Москвы к императору Аурангзебу был послан татарин Мухаммед-Юсуф Касимов, поскольку татарская интеллигенция владела восточными языками. Через Бухару и Балх он добрался до Кабула, входившего в империю Великих Моголов, однако в столицу империи Дели московское посольство не было допущено.
В 1695 году к императору Аурангзебу был послан купец Семён Маленькой. В 1698 году Аурангзеб принял Семёна Маленького и разрешил ему беспошлинную торговлю. После более двух лет пребывания в Индии, посетив Сурат, Бурханпур, Агру, Дели и другие города, Семён Маленькой с индийскими товарами отправился обратно, но по пути умер в Шемахе.

### СССР и Индия

Почтовый блок почты СССР 1981 года, посвящённый открытию линии тропосферной радиосвязи между СССР и Индией, с портретами советского лидера Леонида Брежнева и индийского премьер-министра Индиры Ганди и их посланиями на русском языке и хинди

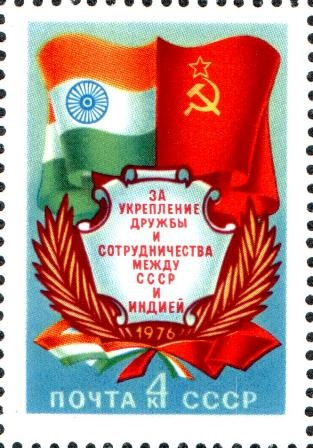
Почтовая марка СССР № 4619. 1976. Советско-индийская дружба

В 1950-х годах, на фоне холодной войны, СССР развивал тесные отношения со странами Третьего мира. Сотрудничество с Индией началось с визита премьер-министра Индии Джавахарлала Неру в Советский Союз в июне 1955 года, а затем и визита Никиты Хрущёва в Индию осенью 1955 года. В это время Хрущёв объявил, что Советский Союз поддерживает Индийский суверенитет над спорной территорией Кашмир и над португальскими прибрежными анклавами.
Советские отношения с Индией также немало повлияли на отношения с КНР. Так, во время пограничного индо-китайского конфликта 1962 года, Советский Союз заявил о своей нейтральности ко всему происходящему. Советский Союз дал Индии существенную экономическую и военную помощь во время Хрущёвского периода, и к 1960 году размеры этой помощи стали больше, чем Китаю. Это несоответствие стало ещё одним пунктом разногласий в китайско-советских отношениях.
В 1965 году Советский Союз успешно служил в качестве мирного посредника между Индией и Пакистаном после индийско-пакистанского приграничного конфликта. Алексей Косыгин встретился с представителями Индии и Пакистана, а также помогал им вести переговоры об окончании военного конфликта в Кашмире.
Как отмечает профессор Кристофер Эндрю, резидентура КГБ в Индии в 1970—1980-е годы была крупнейшей за пределами СССР.
См. также: Хинди руси бхай бхай

#### Советско-индийская торговля
В первые годы независимости Индии СССР практически не вел с ней торговли. Объём индийского экспорта в СССР в 1948—1953 гг. уменьшился более, чем в 23 раза, с 16,2 млн долларов до 0,7 млн долларов. Советский экспорт в Индию сократился почти в 10 раз: с 9,8 млн долларов до 0,9 млн долларов.
С 1960-х годов роль СССР во внешней торговле Индии резко возросла: если в 1960/61 финансовом году (далее — ф. г.) на Советский Союз приходилось 1,5 % индийского импорта, то в 1980/81 ф. г. уже 8,1 %. В «перестройку» произошёл спад: в 1990/91 ф. г. на СССР пришлось 5,9 % индийского импорта. Ещё более значительной была роль СССР в качестве покупателя индийских товаров: на СССР в 1980/81 ф. г. пришлось 18,3 % индийского экспорта, в 1990/91 ф. г. 16,1 % (на США соответственно — 11,1 и 14,7 %) (для сравнения — в 1960/61 ф. г. на СССР пришлось только 4,5 % совокупного индийского экспорта).

### Российская Федерация и Индия

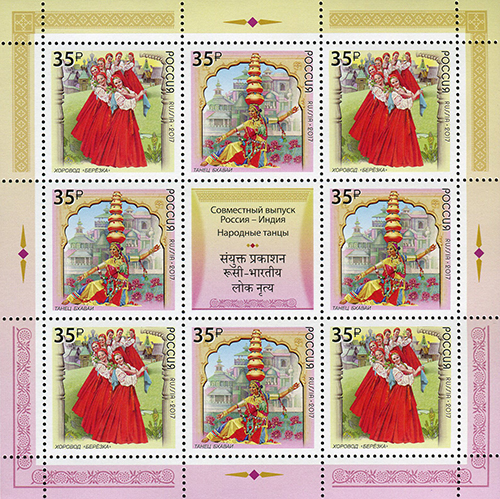
Лист - Совместный выпуск Российской Федерации и Республики Индия. Народные танцы

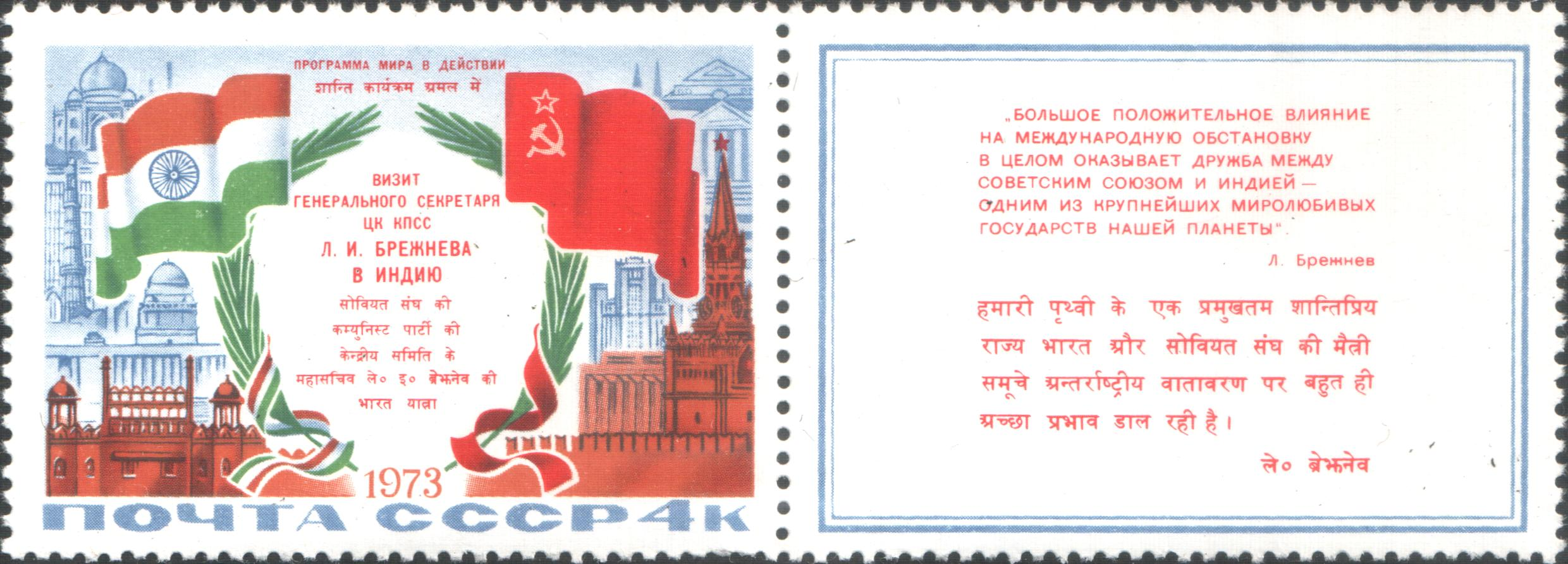
Почтовая марка СССР, 1973 год. Визит Л. И. Брежнева в Индию

С 1990-х годов, после прекращения холодной войны, советско-индийское политическое взаимоотношение сменилось на экономическое сотрудничество в различных областях. Так Индия продолжила закупать российское вооружение, которое стоит на вооружении Индии ещё со времён СССР. Также страны тесно сотрудничают в энергетической сфере, где Индия инвестировала крупные суммы в российский углеводородный сектор.
В логистической сфере неоднократно поднимался вопрос реализации международного транспортного коридора «Север–Юг», однако проекту уделялось мало внимания. И только после российское вторжение в Украину, которое вызвало нарушение логистики в Европе, проект вновь стал актуален.
В то же время Индия опасается военно-политического сотрудничества России и Пакистана, в частности готовности России продавать Пакистану оружие, а также усиливающегося сотрудничества России с Китаем, с которым у Индии имеются территориальные разногласия.
6 декабря 2021 года в Индии состоялась встреча президента России Владимир Путин и премьер-министра Индии Н. Моди, на котором было подписаны соглашения касающиеся космоса, судоходства, науки, культуры, противодействия компьютерным атакам, образования, геологии, военно-технического сотрудничества и поставок нефти.
В 2022 году премьер-министр Индии Н. Моди отказался от ежегодной встречи с президентом России В. Путиным из-за того, что Путин ранее угрожал использовать ядерное оружие, 16 декабря главы государств всё же связались по телефону. 24 августа 2022 года Индия впервые проголосовала против политики России в Совете Безопасности ООН во время процедурного голосования по вопросам российско-украинской войны.
2 февраля 2023 года в Нью-Дели состоялась конференция, на которой российские послы заявили, что Россия стала крупнейшим поставщиком нефти в Индию, а товарооборот увеличился вдвое.

## Экономическое сотрудничество

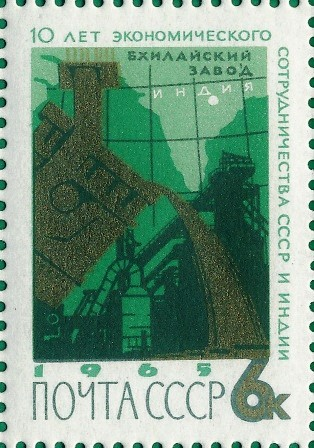
Почтовая марка СССР. 1965. Международное сотрудничество СССР. Металлургический завод в Бхилаи, Индия. Номер в каталоге ЦФА 3217

### Торговля
В 2012 году доля России в индийском внешнеторговом товарообороте составила 1 % (32 место среди внешнеторговых партнёров Индии); в российской внешней торговле на Индию в 2012 году пришлось 1,3 %.
Также Индия являлась вторым по величине рынком сбыта для российской оборонной промышленности: так, в 2004 году более 70 % индийского военного оборудования поставлялось из России (что делало Россию основным поставщиком военной техники).
Основой российско-индийских экономических отношений являются межправительственное Соглашение о торговле и экономическом сотрудничестве 1992 г. и Договор о дружбе и сотрудничестве между Российской Федерацией и Республикой Индия 1993 г.
1990-е
1990-е годы — это резкий спад в российско-индийской торговле: в 1994/95 ф. г. на Россию пришлось 3,1 % индийского экспорта и 1,8 % импорта, тогда как на США 19,1 и 10,1 % соответственно. Мировой финансовый кризис привёл к резкому спаду доли России в индийской внешней торговле: в 2007/08 ф. г. на РФ приходился 1 % индийского экспорта и 3,6 % импорта, а в 2012/13 ф. г. — только 1 и 0,9 % соответственно. Индия закупает в РФ преимущественно летательные аппараты, алмазы, оружие, электрические машины, суда, удобрения, а поставляет в Россию фармацевтическую продукцию, сельскохозяйственные и продовольственные товары (в том числе чай), машины и оборудование, табак, готовую одежду, трикотажные изделия. Объём товарооборота двух стран по состоянию на 2012 год составил 11 млрд долларов, в том числе российский экспорт 8 млрд долларов.
2020-е
После российского вторжения на территорию Украины и последующими санкциями против России, многие компании мира перестали закупать российские товары. В то же время российские компании увеличили экспорт в другие страны. В частности Индии стала увеличивать закупки российской нефти (по низкой, ниже 70 долл., цене), удобрений, готовой стали и угля. В ноябре 2022 глава МИД Индии Субраманьям Джайшанкар объяснил закупки дешёвой российской нефти тем, что Индия является третьим по величине потребителем нефти и газа в мире, в то же время имея невысокий уровень доходов. На январь 2023 года Индия в течение нескольких месяцев являлась основным покупателем российской нефти и на её долю пришлись около 70 % январских поставок марки Urals из балтийских портов Приморск и Усть-Луга. 
Меньше чем за два года экспорт российской нефти в Индию вырос с нуля до 7—9 млн тонн в месяц, В феврале 2023 года российские послы заявили, что Россия стала крупнейшим поставщиком нефти в Индию, а товарооборот увеличился вдвое. К октябрю 2024 года импорт нефтепродуктов из России сократился в 12 раз, Россия опустилась на четвёртое место по объёмам поставок.
31 июля 2025 года, четыре государственных нефтеперерабатывающих завода (НПЗ) из Индии приостановили покупку российской нефти. Решение связано не только с уменьшением скидок на топливо, но и с угрозами президента США Дональда Трампа, ввести дополнительные пошлины для стран за покупку энергоносителей у России
Также обе страны договорились о торговле в национальных валютах по некоторым видам товаров. Однако к июню 2023 года, из-за дисбаланса в торговле, на российских счетах скопилось малоликвидных рупиев на 1 млрд долларов США.; в то же время оплачивать российскую нефть в юанях Индия отказалась.

### Российские инвестиции в индийскую экономику

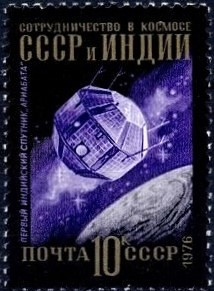
Почтовая марка СССР, 1976 год. Международное сотрудничество в космосе СССР и Индии

В рамках погашения индийского долга в Индии были созданы два совместных предприятия, в которые российская сторона вложила около 800 млн долларов. Объём накопленных российских инвестиций в Индию оценивался почти в $18 млрд, из которых около $8,5 млрд пришлись на 2010—2019 гг..
В 2010 году «КАМАЗ» открыл сборочное производство в Хосуре в формате совместного предприятия «Kamaz Vectra Motors Ltd».

### Индийские инвестиции в Россию
Индия сравнительно немного вкладывает в Россию: накопленный объём индийских инвестиций в экономику РФ на 1 января 2014 года составил 3,1 млрд долл. (в том числе 1,7 млрд долл. в проект «Сахалин-1»). Из российско-индийских совместных предприятий можно назвать Cumi International Limited по производству абразивов в г. Волжский Волгоградской области и Aurospharma Company по производству лекарств в Подольском районе Московской области преимущественно дженериков, не содержащих пенициллин и цефалоспорин

## Военно-техническое сотрудничество

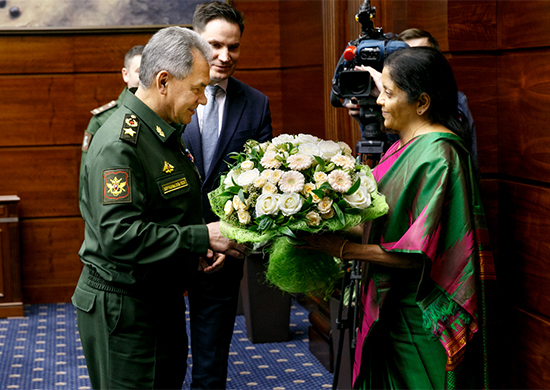
Встреча Министра обороны Индии Нирмалы Ситхараман с Министром обороны России Сергеем Шойгу. Москва, 2018 год.

Военное сотрудничество Российской Федерации и Индии базируется еще на советско-индийских отношениях, которые были налажены в 1960 году. К 1987 году вооружённые силы Индии почти на 70 % были обеспечены вооружением советского производства. СССР, а затем Россия оставались основным экспортером вооружения и военной техники в Индию, пока эту позицию в 2021 году не заняла Франция. На 2013 год Сухопутные силы, ВВС и ВМС Индии были оснащены советскими и российскими вооружениями и военной техникой, плюс произведенными в стране по советским и российским лицензиям, соответственно на 40%, на 80% и 75%.
Правовую основу двустороннего военного сотрудничества составляют следующие акты:
- Договор о дружбе и сотрудничестве между Российской Федерацией и Республикой Индией и Соглашение между Правительством РФ и Правительством Республики Индии о военном сотрудничестве от 28 января 1993 г.;
- Соглашение между Министерством обороны Российской Федерации и Министерством обороны Республики Индии о военном сотрудничестве от 22 октября 1996 г.;
- «Дорожная карта» развития двустороннего военного сотрудничества между Министерством обороны Российской Федерации и Министерством обороны Республики Индии от 23 июня 2017 г.;
- Соглашение между Правительством РФ и правительством Республики Индии о создании Российско-Индийской межправительственной комиссии по военному и военно-техническому сотрудничеству от 13 декабря 2018 г.

Сотрудничество в космосе: Россия и Индия совместно разрабатывают ракеты-носители, занимаются спутниковой навигацией, прикладными космическими технологиями.
Сотрудничество в сфере оборонно-промышленного комплекса
Индия — один из основных покупателей российского оружия (см. Рособоронэкспорт). Индия стабильно приобретала у России широкую номенклатуру военной техники и вооружения, а также запасные части оборудования и комплектующие для лицензионного производства военной техники и вооружения (по некоторым оценкам, на 2022 год Россия обеспечивала порядка 50 % продукции военного назначения, требующейся Индии).
В 2013 году на Индию пришлось 35,6 % военного экспорта России ($4,7 млрд из $16,7 млрд). В 2021 г. объём портфеля оружейных заказов Индии у России составил порядка 15 млрд долларов (всего же с 1991 года Индия заказала оружие на сумму около $70 млрд). На 2021 год Индия стала главным покупателем российского оружия, с объёмом заказов более 14 млрд долларов.
2006 — 2012
В 2006 году был подписан, а в 2012-2013 годах реализован контракт на поставку Индии трёх сторожевых фрегатов проекта «Тальвар» («Тег», «Таркаш» и «Триканд») стоимостью 1,5 млрд долларов. В 2011 году Индия арендовала на 10 лет российскую подлодку «Нерпа» проекта 971 «Щука-Б», переименованную в «Чакра-2»; общая сумма контракта, включая расходы на обслуживание, составила 2 млрд долларов (из-за внутренней аварии лизинг завершился на 10 месяцев ранее срока; в 2023 году подлодка ожидала списание).
2016 — 2019
В 2016 году налажен совместный выпуск истребителей Су-30МКИ, танков Т-90, противокорабельных ракет (продукт совместного российско-индийского предприятия «БраМос» — одноименные сверхзвуковые крылатые ракеты всех видов базирования; они состоят на вооружении сухопутных войск и ВМС Индии).  Однако в целом в этот период отмечалась «индийская пауза» (отсутствие крупных контрактов между РФ и Индией между 2012 годом и октябрём 2018 года).
В начале октября 2018 года был заключен контракт на поставку ЗРС С-400 «Триумф», Индия планировала получить пять полковых комплектов С-400, сумма сделки превышала 5 млрд долларов (к 2023 году контракт практически сорвался, были поставлены только 2 комплекта из 5);  обсуждался лизинг ещё двух субмарин «Щука-Б».
В апреле 2019 года Россия начала достройку двух фрегатов проекта 11356 для Индии (их поставка планировалась через три года, с условием, что Индия самостоятельно дооснастит корабли украинской силовой установкой). Кроме того, специалисты завода «Янтарь» окажут содействие в строительстве двух аналогичных кораблей на верфи Goa Shipyard Ltd в Индии (по данным индийских СМИ, стоимость этой сделки — около $2,2 млрд).
В 2019 году прошли совместные учения: в Оренбургской области на полигоне Донгуз контингент сухопутных войск Индии принял участие в стратегическом командно-штабном учении «Центр–2019», а на индийской территории прошли межвидовые учения «Индра–2019».
В августе 2019 года ФСВТС России заявили, что Россия готова подписать контракт с Индией на совместное производство вертолетов Ка-226 (рассмотрение этого проекта тянулось с 2015 года). В феврале 2020 глава «Вертолётов России» Андрей Богинский сообщил, что Москва и Дели согласовали всю техническую часть контракта на 200 вертолетов Ка-226Т, на очереди — коммерческие переговоры.
2020 — 2021

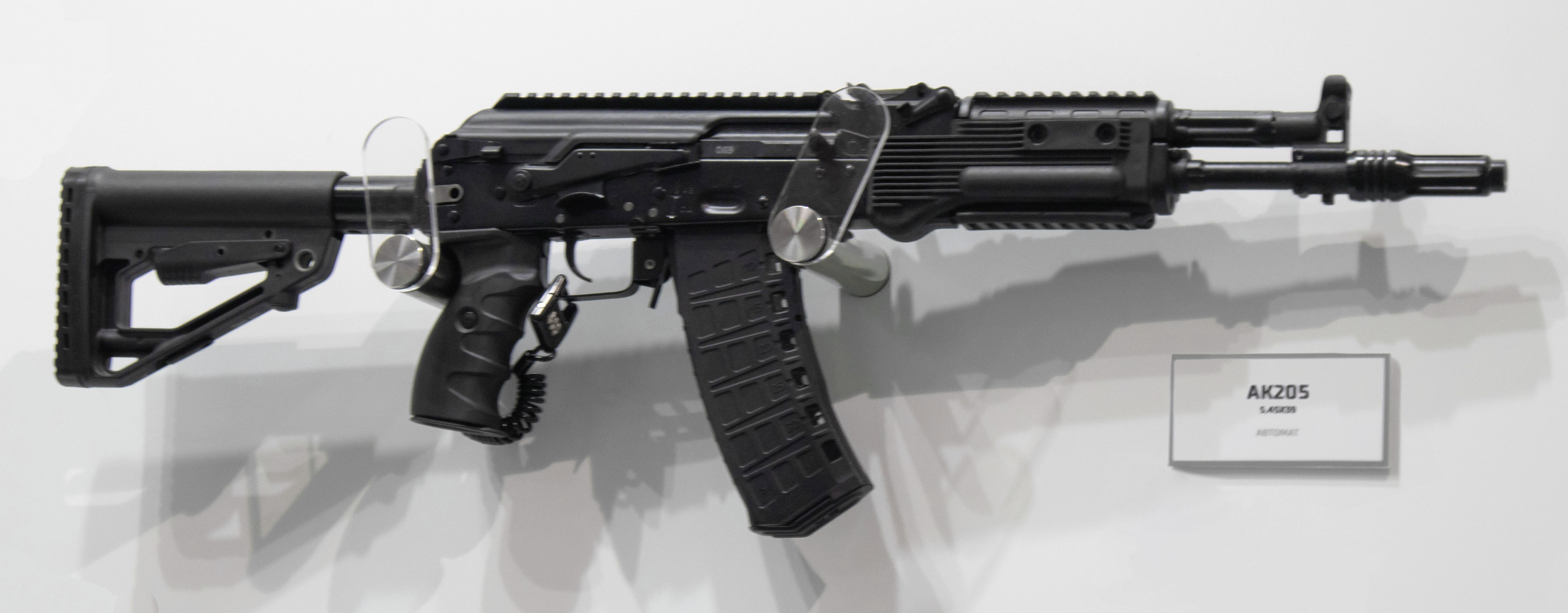
АК двухсотой серии. Совместное предприятие «Indo-Russia Rifles Private Limited» (Indo-Russia Rifles Private Limited) производит лицензионный автомат Калашникова АК-203.

В марте 2020 в индийском городе Корва было открыто совместное российско-индийское предприятие «Indo-Russia Rifles Private Limited» (IRRPL) по производству автоматов Калашникова новейшей «двухсотой» серии. В августе 2021 года Индия заключила с Россией контракт на поставку 70 тыс. автоматов Калашникова АК-203, с ожидаемой поставкой в ноябре 2021 года.
В июле Россия подписала контракты на поставку Индии около тысячи авиационных ракет «воздух-воздух» Р-27 (для установки на Су-30МКИ) общей стоимостью более 200 млн долларов.
В декабре 2021 Россия начала поставки в Индию ракетных систем С-400 «Триумф» по контракту, заключённому в 2018 году (при этом данное приобретение может вызвать санкции США против Индии в соответствии с Законом «О противодействии противникам Америки посредством санкций» 2017 года (CAATSA), который налагает экономические штрафные санкции на страны, покупающие российскую военную технику).  Индия получила первый полковой комплект С-400, он будет развёрнут на севере страны в штате Пенджаб для защиты от возможных ударов со стороны Пакистана и Китая.
Первым зарубежным покупателем системы ПВО дальнего действия нового поколения С-500 «Прометей» (с заявленной возможностью сбивать цели и в ближнем космосе; поставки российским военным начались в 2022 году) могла стать Индия — вице-премьер РФ Юрий Борисов заявил, что Индия может стать первой в списке на покупку, если изъявит такое желание, после того, как их в должном количестве получит российская армия.
2022 — 2024
В 2022—2023 годах Индия начала отказываться от договоров на поставку российского оружия: в частности были расторгнуты контракты на истребители Су-30МКИ, Су-57 и Су-75 и танки Т-90, Индия заморозила переговоры о покупке вертолётов Ка-226Т, а также отказалась от строительства подлодок на базе платформы «Амур-1650» (экспортной версии субмарин проекта 677 «Лада»).
25 октября 2023 года глава Генштаба Индии Анил Чаухан заявил, что геополитическое влияние России постоянно снижается, а также негативно оценил перспективы её нынешнего политического режима; ранее также сообщалось (на фоне напряжённых индийско-китайских отношений, намекающих на возможность прямого военного конфликта в обозримом будущем), что в случае разгорания китае-тайваньского конфликта Чаухан планировал выступить скорее на стороне Тайваня и США, чем на стороне возможного российско-китайского союза.
Несмотря на это, 21-22 ноября 2023 года в Бенгальском заливе прошли российско-индийские военно-морские учения, в ходе которых были проведены маневрирования в составе различных строёв, тренировки по противовоздушной обороне и связи, отработка пополнения запасов на ходу и совместное применение палубных вертолётов. С российской стороны выступил большой противолодочный корабль «Адмирал Трибуц» и средний морской танкер «Печенга» Тихоокеанского флота, от военно-морских сил Индии — эсминец «Ранвиджай», корвет «Килтан», а также самолёты и вертолёты.
В феврале 2024 года представитель BrahMos Aerospace Правин Патхак на Всемирной оборонной выставке заявил, что Филиппины получат первые компоненты российско-индийской ракетной системы BrahMos в течение ближайших двух месяцев (ранее Филиппины стали первой страной, закупившей эти ракеты).

## Сотрудничество в сфере здравоохранения

### Пандемия COVID-19
Индийская фармацевтическая компания Dr. Reddy`s Laboratories совместно с Российским фондом прямых инвестиций (РФПИ) начала вторую и третью стадию испытаний российской вакцины против COVID-19 «Спутник V», после получения необходимого разрешения от индийского регулятора в сфере медицины.
РФПИ и ведущий индийский производитель препаратов Hetero, заключили соглашении по производству в Индии более 100 млн доз в год вакцины «Гам-КОВИД-Вак» против коронавируса, намечено запустить производство вакцины в начале 2021 года..

## Изучение русского языка в Индии
Преподавание русского языка в Индии началось в середине XX века, но с тех пор русистика приобрела в стране значительную популярность. Число студентов-русистов с каждым годом растёт. Значительная часть обучающихся имеет непосредственный бизнес-интерес от торговли с Россией.

## Характеристики стран
|                                                   | Индия                                           | Российская Федерация                          |
| ------------------------------------------------- | ----------------------------------------------- | --------------------------------------------- |
| Население, чел.                                   | 1 400 000 000                                   | 146 267 288                                   |
| Площадь, км²                                      | 3 287 590                                       | 17 125 407                                    |
| Плотность населения, чел./км²                     | 419,5                                           | 8,5                                           |
| Столица                                           | Нью-Дели                                        | Москва                                        |
| Крупнейший город (население (чел.) в агломерации) | Мумбаи — 26 600 000                             | Москва — 18 800 000                           |
| Форма правления                                   | Парламентская республика                        | Полупрезидентская республика                  |
| Официальные языки                                 | Хинди, Английский                               | Русский                                       |
| ВВП (номинал)                                     | $2,869 триллионов ($2099 на душу населения)     | $1,7 триллионов ($11 670 на душу населения)   |
| ВВП (ППС)                                         | $8.691,000 триллионов ($6900 на душу населения) | $4,315 триллионов ($28 600 на душу населения) |
| Международные резервы                             | $300 210                                        | $501 100                                      |
| Военные расходы                                   | $72,9 миллиарда                                 | $42,1 миллиарда                               |

## Послы
- Список послов СССР и России в Индии
- Список послов Индии в России